# 成都西站 (地铁)
成都西站位于中国四川省成都市青羊区，是成都地铁4号线、9号线的地下车站，也是有轨电车蓉2号线的始发站。4号线于2015年12月26日开通，蓉2号线于2019年12月27日开通，9号线于2020年12月18日开通。
本站因临近成都铁路局成都西站而得名，在建设过程中曾使用工程名“西客站”。

## 车站构造
成都西站为地上三层的换乘枢纽附带带地下三层地铁车站。4号线车站位于武青北路与万卉三路路口东侧，呈东西向布置，站台为岛式站台，位于地下二层；9号线车站位于武青北路与万卉三路路口北侧，呈南北向布置，车站全长228米，站台为岛式站台，位于地下三层，与地铁4号线通过通道换乘；有轨电车蓉2号线位于成都西站综合交通枢纽三层，与地铁、国铁通过扶梯及直梯换乘。有轨电车车站站后接入西客站停车场。
| 地上 三层 | 侧式站台，右边车门将会开启                        | 侧式站台，右边车门将会开启            | 侧式站台，右边车门将会开启 |
| 地上 三层 | 有轨电车 蓉2号线终点站                            |                                       |                            |
| 地上 三层 | 有轨电车 蓉2号线列车往郫县西站／仁和方向 （联工） |                                       |                            |
| 地上 三层 | 侧式站台，右边车门将会开启                        |                                       |                            |
| 地上 二层 |                                                   | 公交枢纽站、卫生间、有轨电车进站      |                            |
| 地面 一层 |                                                   | 出入口、公交枢纽站、铁路售票          |                            |
| 地下 一层 | 地铁 站厅层                                       | 安检、售票机、站内商店、铁路出站      |                            |
| 地下 二层 |                                                   | 地铁 4号线列车往万盛方向 （中坝）     |                            |
| 地下 二层 | 岛式站台，左边车门将会开启                        |                                       |                            |
| 地下 二层 | 地铁 4号线列车往西河方向 （清江西路）             |                                       |                            |
| 地下 三层 |                                                   | 地铁 9号线列车往金融城东方向 （培风） |                            |
| 地下 三层 | 岛式站台，左边车门将会开启                        |                                       |                            |
| 地下 三层 | 地铁 9号线列车往黄田坝方向 （黄田坝）             |                                       |                            |

## 内装与公共艺术
本站因临近成都飞机工业集团基地，内装以展现飞机工业为主，以飞机工业科技为本站设计主题，整个站厅空间体现飞机腾空而起的视觉印象，天花采用机翼的设计元素。

## 出入口

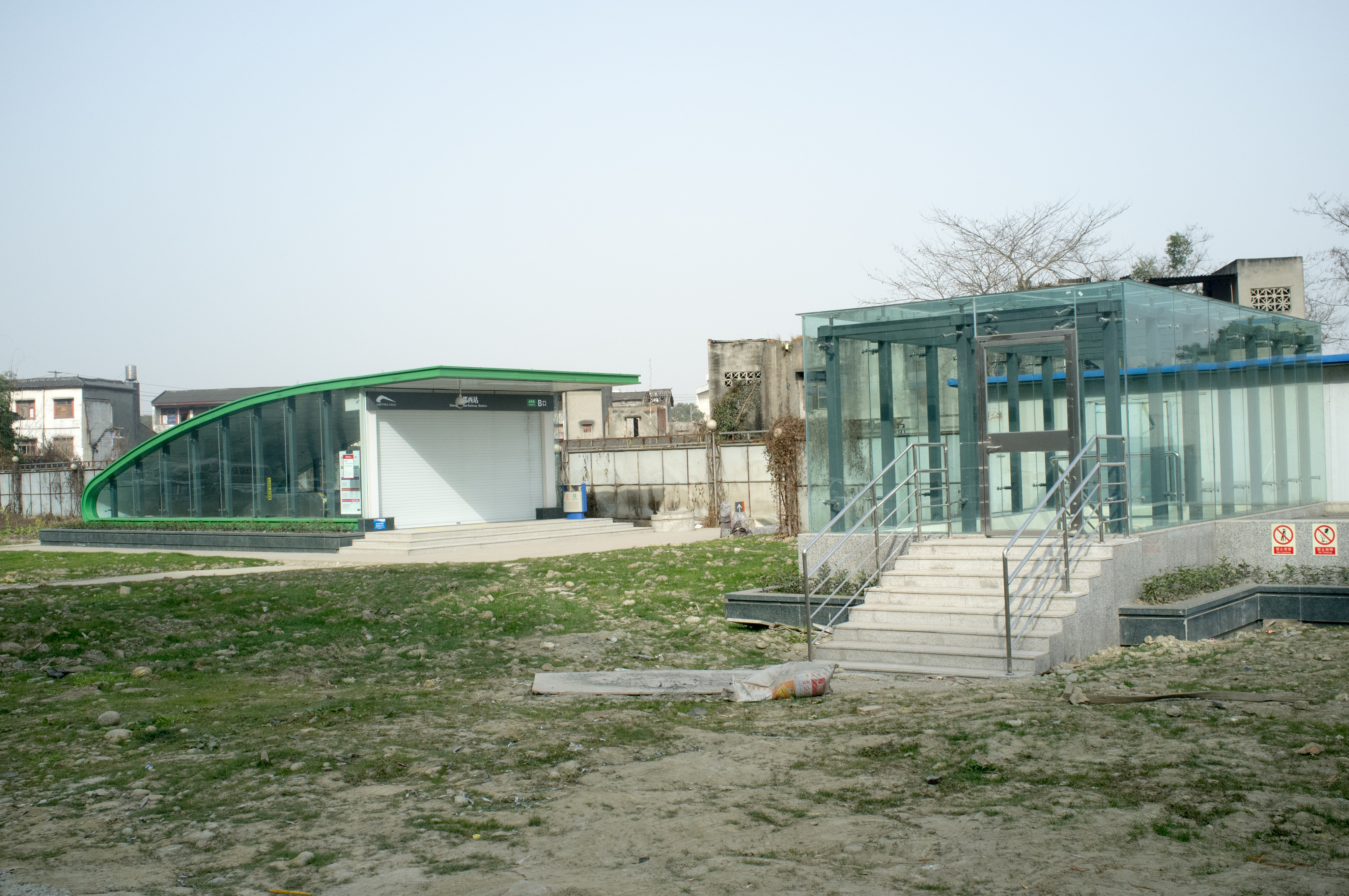
2016年2月，因成都西站尚未完成施工而未开放的B出口
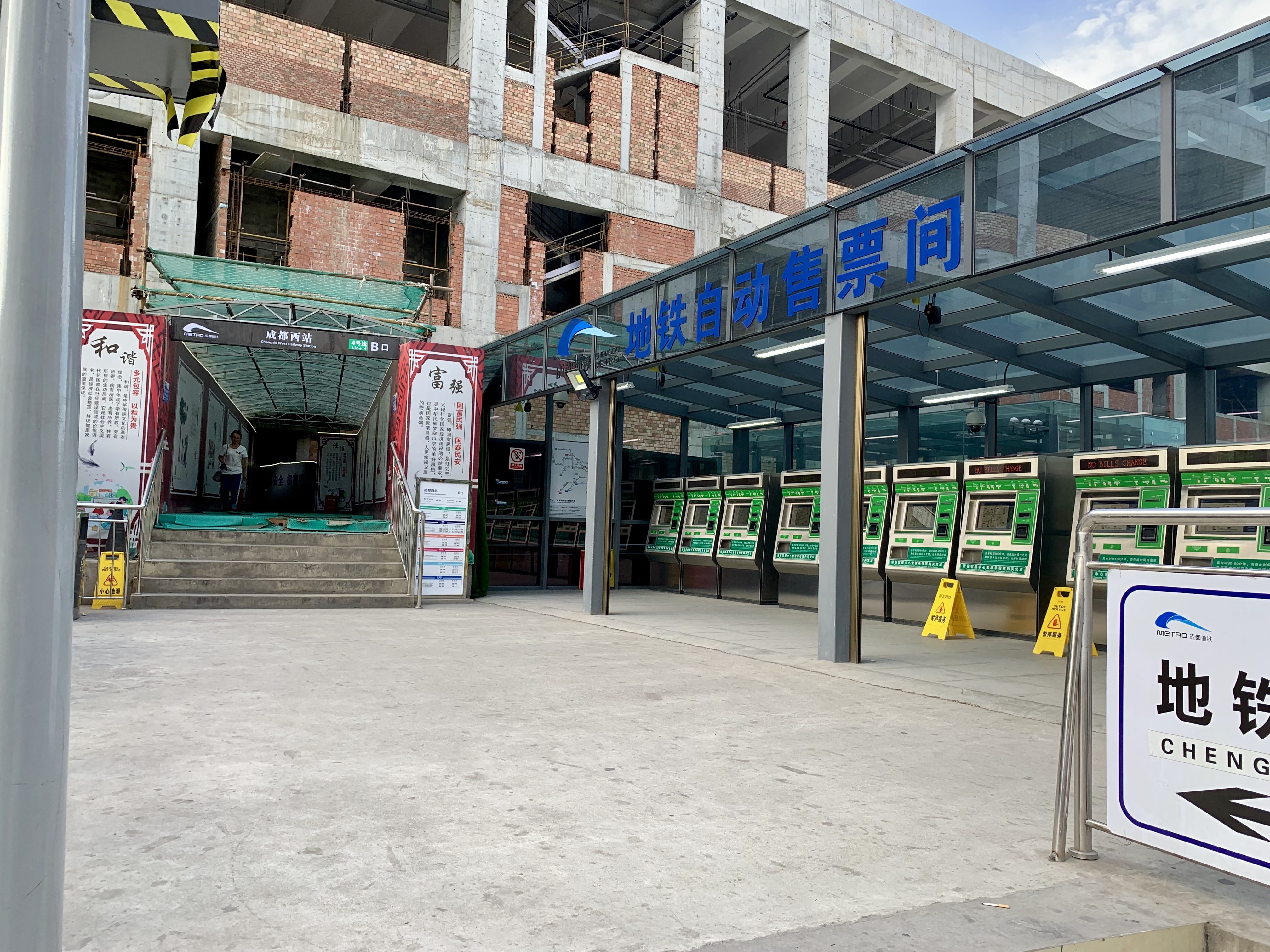
2019年6月，因有轨电车综合楼施工而改建的B出口临时通道
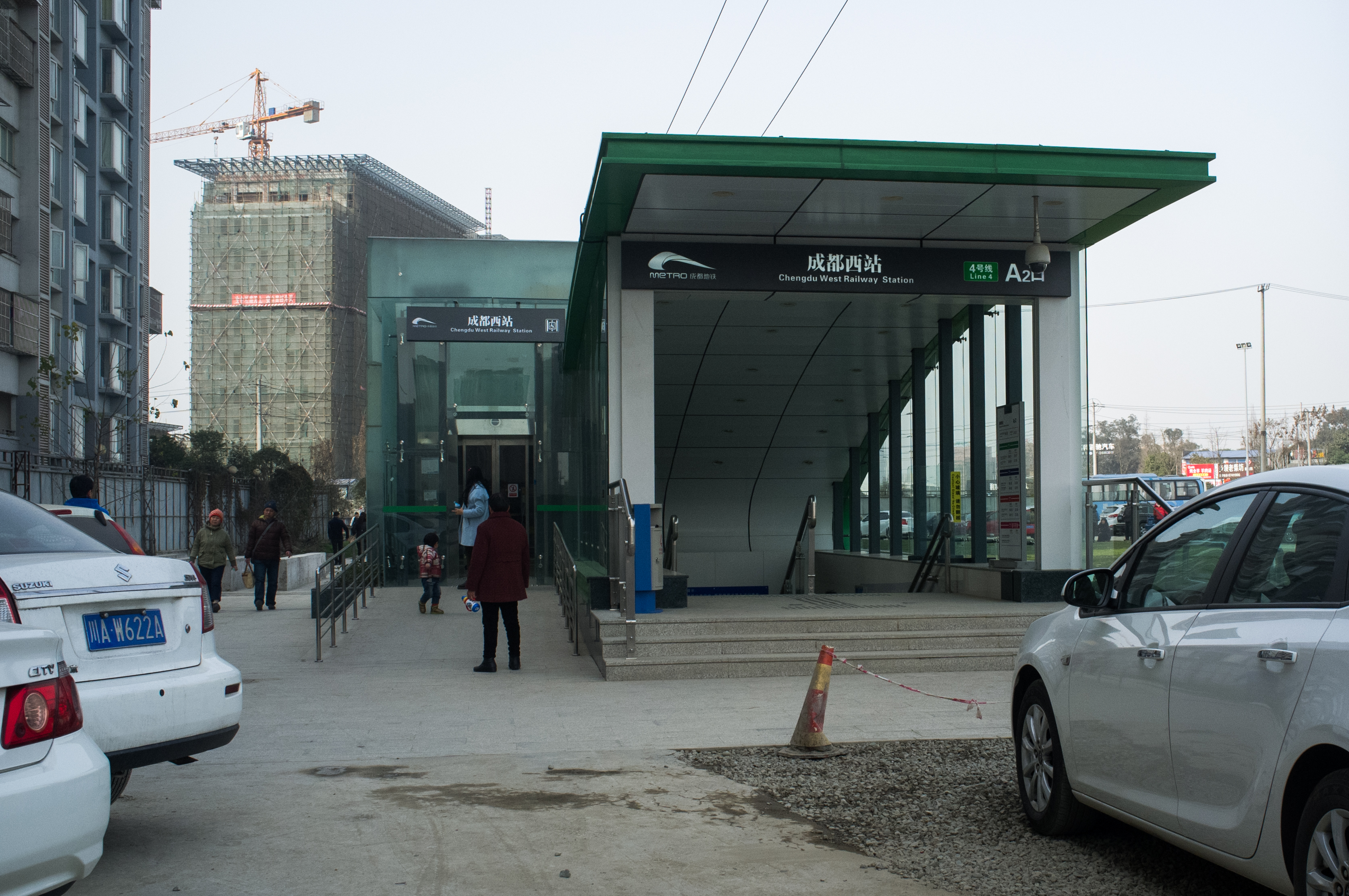
2016年2月，正在使用且配有无障碍通道的A2出口
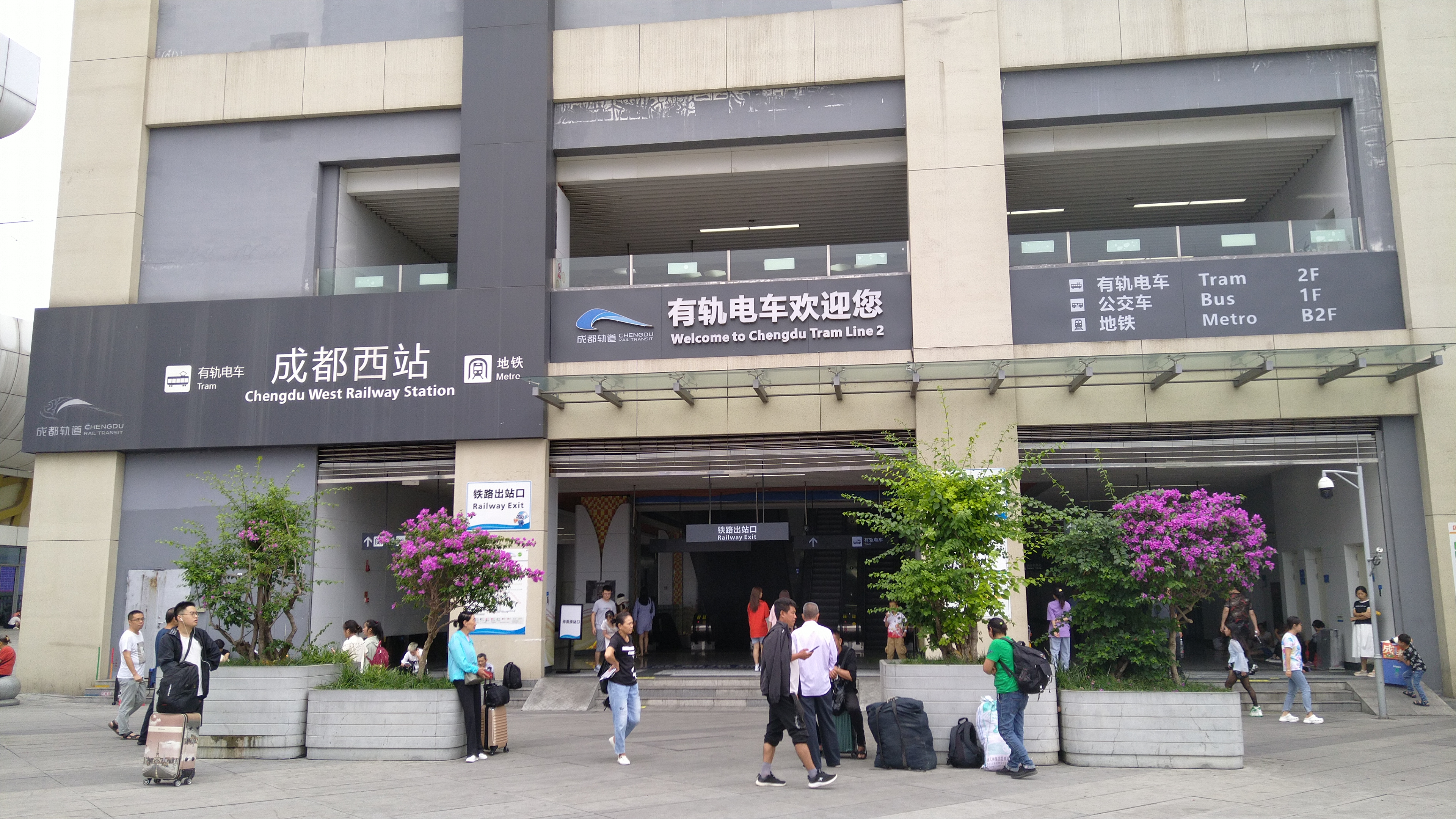
2023年8月，有軌電車站在火車站前的入口

本站目前开放8个出入口。4号线原先设有C出口，因出口位置与9号线换乘通道冲突，9号线建设时对该出入口进行重建，新C出口不再连通4号线站厅，而是连通9号线站厅。
|                |                         |                              |      |
|                |                         |                              |      |
| 出口编号       | 设施                    | 出口指示                     | 照片 |
| 连通 4号线站厅 |                         |                              |      |
|                | 无障碍卫生间            | 西货站路                     |      |
| 出口 · A · 2   | 无障碍电梯 无障碍卫生间 | 万卉三路                     |      |
| 出口 · B       |                         | 万卉三路、有轨电车、成都西站 |      |
| 连通 9号线站厅 |                         |                              |      |
| 出口 · C       |                         | 西货站路、万卉三路           |      |
| 出口 · D       | 无障碍电梯 哺乳室       | 万畅路、西货站路、成都西站   |      |
| 出口 · E       | 无障碍卫生间            | 西货站路                     |      |
| 出口 · F · 1   | 无障碍电梯              | 万花三路、西货站路           |      |
| 出口 · F · 2   |                         | 西货站路、万花三路、万花路   |      |

## 車站週邊
- 成都西站

## 公交配套
32A、89、226、G30、772